# PU瞄準鏡

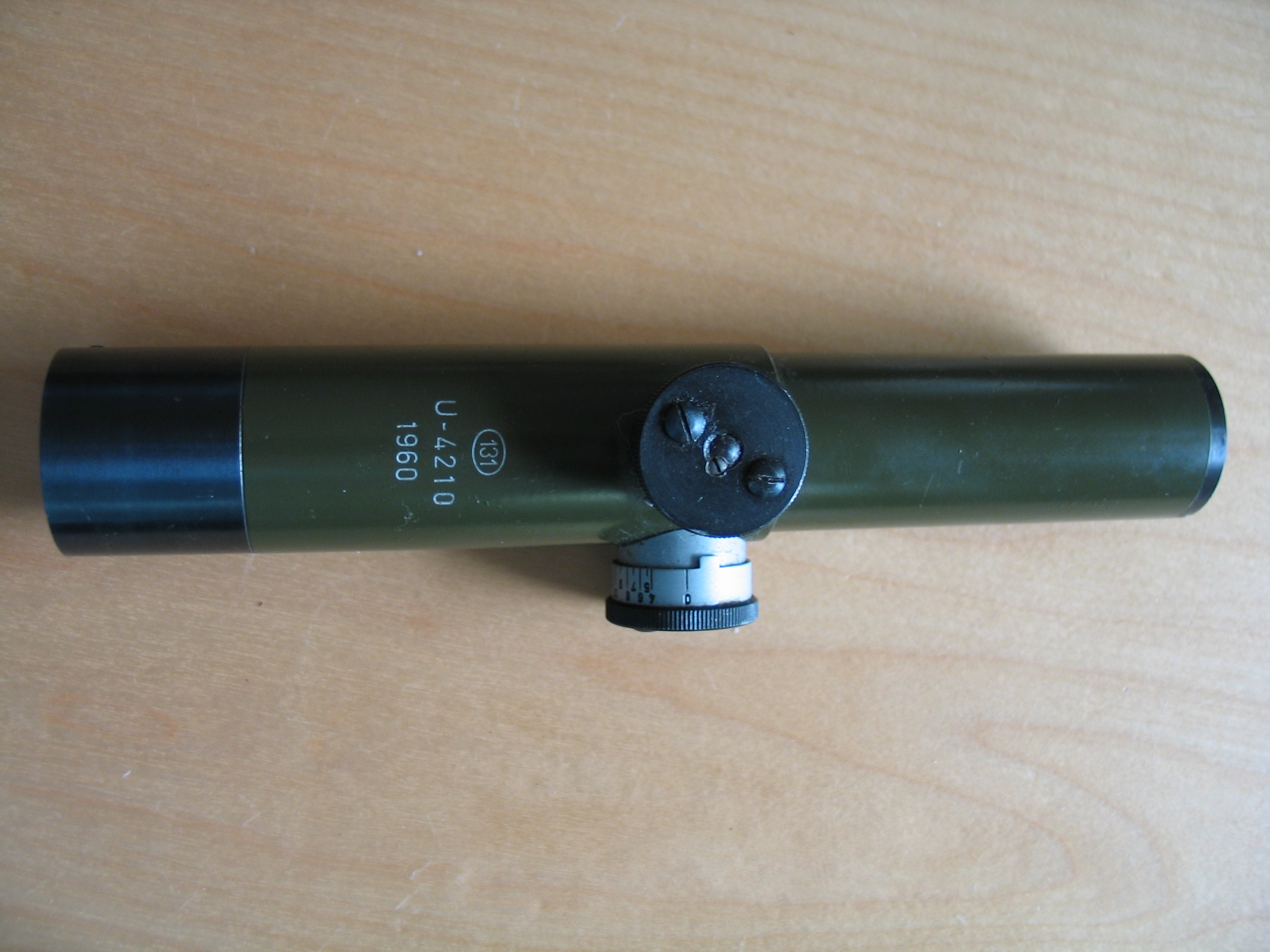
PU瞄準鏡的頂部

PU瞄準鏡（俄语：прицел укороченный，簡稱：ПУ；意指：短型瞄準鏡）是一種蘇聯生產的光學瞄準鏡，放大倍率為3.5×21。該瞄準鏡最早於1940年供應SVT-40半自動步槍使用，後於1942年開始供應莫辛-納甘步槍。在PU瞄準鏡面世以前，蘇軍裝備的M1891/30型莫辛步槍主要是裝備放大倍率為3.87×30的PE（M）瞄準鏡，它是仿製自德國蔡司公司的一種設計。 後來為了簡化生產工序才改為生產PU瞄準鏡，自此PU成為蘇軍狙擊手使用的制式裝備。
PU瞄準鏡放大倍率為固定的3.5倍，分劃線能夠以垂直方向修正距離，海拔座則可由0—1,300米（0—1,422 yd）調至100米（109 yd）。其彈著修正調整鈕位於海拔座內，能夠透過潤滑油摩擦下轉動。該瞄準鏡的風偏修正座以毫弧度為單位。
由於設計簡單且需求量大，PU瞄準鏡在二戰結束後並沒有停產，甚至被改裝至其他槍械使用。
目前市場上提供PU瞄準鏡使用的PU放大器，安裝後能夠讓其放大倍率增至6.5倍。

## 規格
- 放大倍率：3.5倍
- 物鏡直徑：21毫米
- 視野：4° 30′
- 出射瞳：6毫米
- 適眼距：72毫米
- 最大光學解析度：17角秒
- 重量：0.27公斤
- 長度：169毫米

## 圖片集

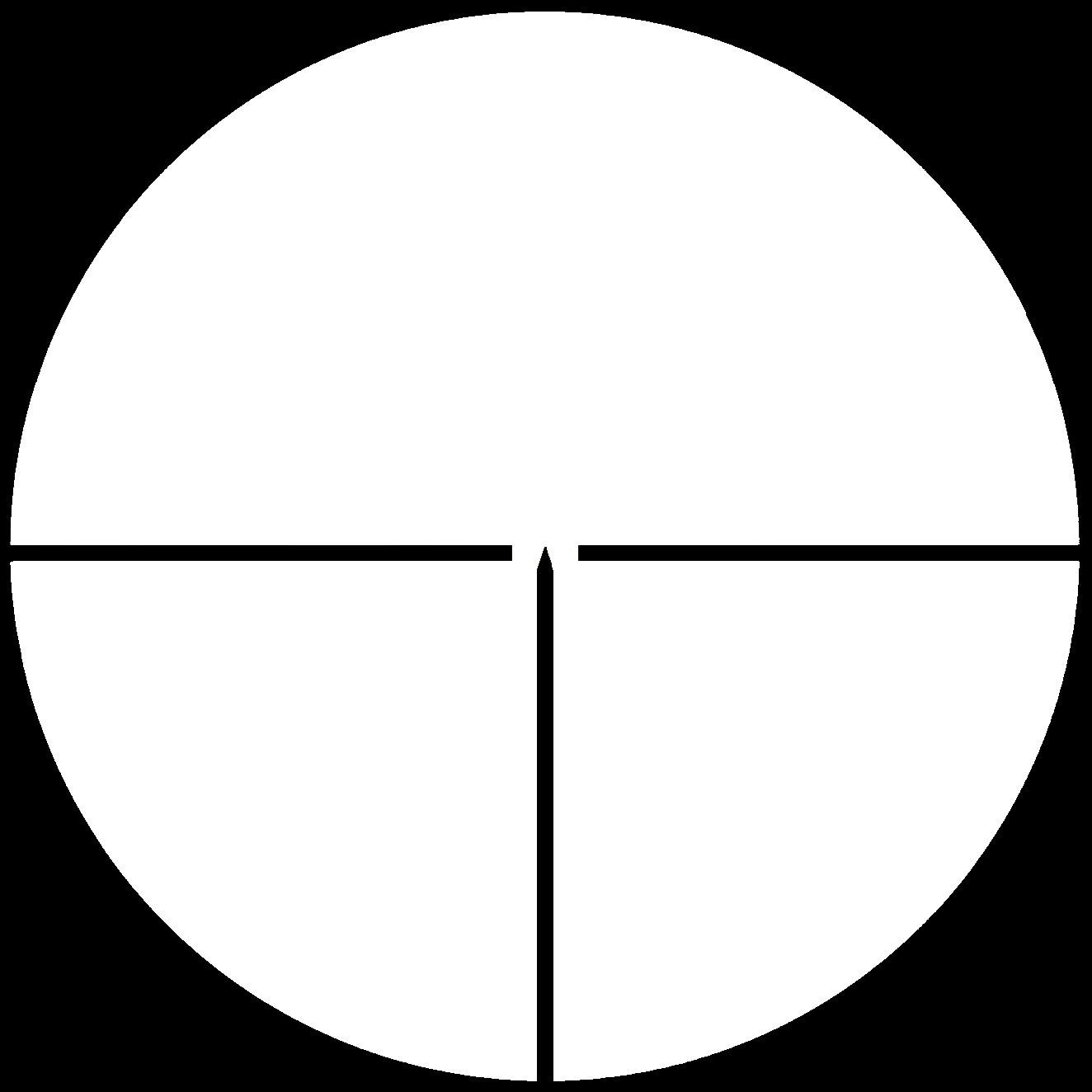
PU瞄準鏡的德國式分劃線
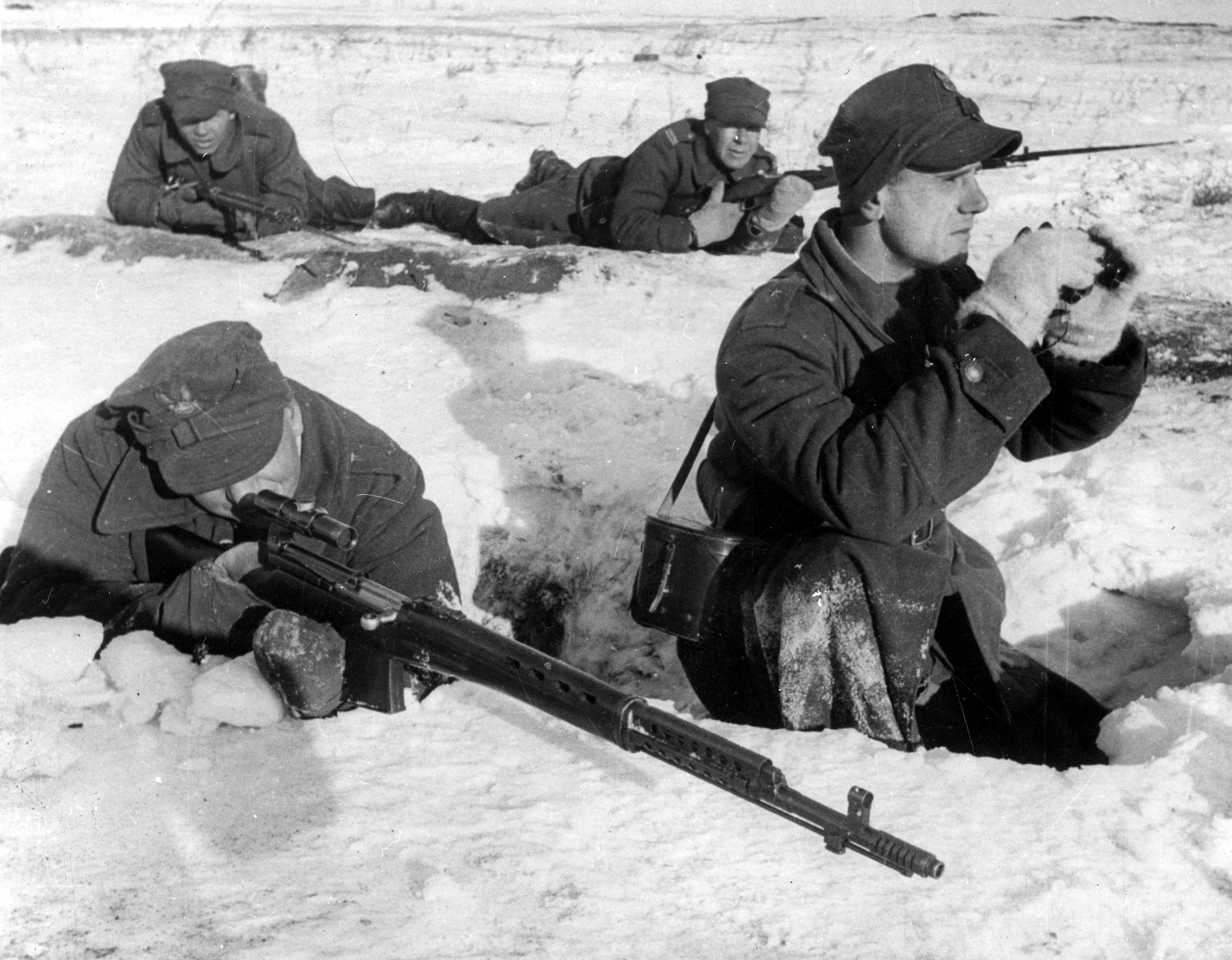
裝有PU瞄準鏡的SVT-40半自動步槍
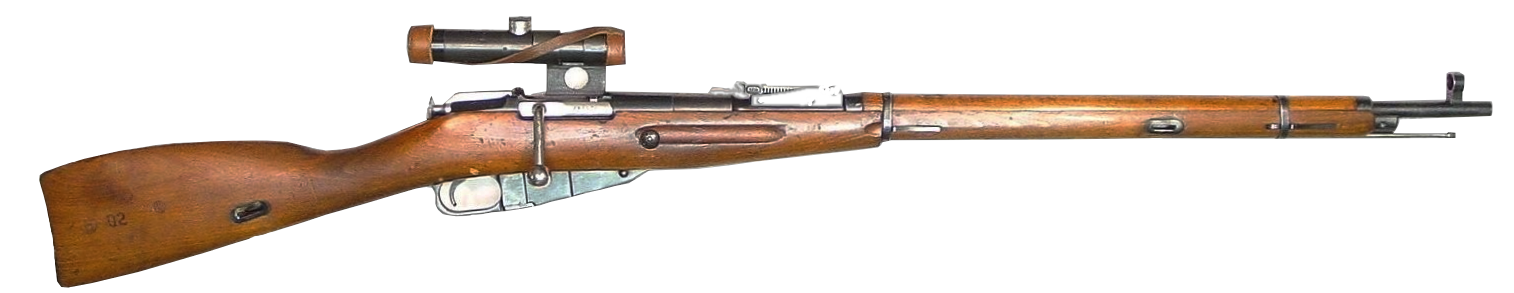
裝有PU瞄準鏡的M1891/30莫辛步槍
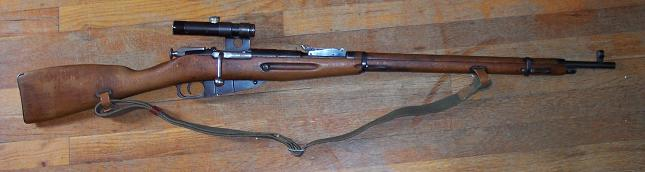
安裝了PU瞄準鏡的匈牙利M/52步槍

## 外部連結
1. ↑  .   [2021-02-14]. （原始内容存档于2021-02-27）.
2. ↑  .   [2021-02-14]. （原始内容存档于2021-03-18）.

- Brief overview （页面存档备份，存于）